# Behn River
Der Behn River (eigentlich: Behm River) ist ein Fluss im Nordosten des australischen Bundesstaates Western Australia und im Nordwesten des Northern Territory. Der Unterlauf liegt in der Region Kimberley.

## Geografie
Der Fluss entspringt an den Nordhängen des Mount Behn am Nordrand des Aboriginesreservates Malingin im Northern Territory. Von dort fließt er nach Nordwesten und überquert die Grenze nach Western Australia. Er unterquert die Duncan Road, durchfließt die Siedlung Argyle Downs durch die Behn Gorge. Wenige Kilometer weiter nördlich mündet er in den Lake Argyle und damit in den Ord River.

### Nebenflüsse mit Mündungshöhen
- Cowardys Creek – 197 m
- Anvil Springs Creek – 174 m
- Dead Horse Creek – 158 m
- Weanders Creek – 154 m
- Bell Creek – 136 m[1][2]

### Durchflossene Stauseen
- Lake Argyle – 87 m[2]

## Namensherkunft
Der Fluss wurde 1879 von dem ersten Europäer, der ihn entdeckte, Andrew Forrest, benannt. In seinem Tagebuch steht niedergeschrieben: „Diesen Fluss nenne ich Behn.“ Später stellte sich aber heraus, dass Forrest den Fluss eigentlich nach dem bekannten deutschen Geografen Ernst Behm benennen wollte. Die nach 1996 gedruckten Landkarten wurden in diesem Sinne korrigiert.